# Điều trần về UFO tại Quốc hội Hoa Kỳ 2022
Ngày 17 tháng 5 năm 2022, các thành viên của Tiểu ban Tình báo Hạ viện Hoa Kỳ về Chống khủng bố, Phản gián và Chống phổ biến vũ khí hạt nhân đã tổ chức phiên điều trần trước Quốc hội với giới quan chức quân sự hàng đầu nhằm thảo luận về báo cáo quân sự liên quan đến hiện tượng không trung không giải thích được (UAP). Đây là phiên điều trần quốc hội công khai đầu tiên về hiện tượng quan sát thấy UFO ở Mỹ trong hơn 50 năm qua.

## Bối cảnh
Quốc hội Hoa Kỳ đã cho tổ chức phiên điều trần công khai cuối cùng về hiện tượng không trung không giải thích được vào năm 1969. Các phiên điều trần của quốc hội ban đầu bắt đầu vào năm 1966, khi đó là nghị sĩ Gerald Ford đã kêu gọi báo cáo của Không quân và các phiên điều trần của quốc hội để thảo luận về những vụ chứng kiến Vật Thể Bay Không Xác Định (UFO) sau làn sóng người dân nhìn thấy UFO. Dự án Blue Book, chương trình do Không quân Mỹ lập ra chuyên thu thập, điều tra và phân tích các báo cáo về vật thể bay không xác định, đã bị giải tán cùng năm đó, một phần vì nó xác định rằng UFO được đánh giá dường như không gây ra bất kỳ mối đe dọa nào đối với an ninh quốc gia cả.
Năm 2017, giới truyền thông quốc gia đã đưa tin về những nỗ lực bí mật của Lầu Năm Góc nhằm điều hiện tượng không trung không giải thích được. Năm 2020, dự luật tài trợ của chính phủ và cứu trợ Covid do Tổng thống Donald Trump ký bao gồm một quy định rằng cơ quan tình báo Mỹ phải cung cấp cho các ủy ban tình báo của quốc hội một báo cáo chưa được phân loại về UAP trong vòng 180 ngày.
Một báo cáo xếp loại mật đã được Giám đốc Tình báo Quốc gia Hoa Kỳ công bố vào tháng 6 năm 2021. Báo cáo này kết luận rằng UFO có liên quan đến 144 sự cố xảy ra từ năm 2004 phần lớn là bất chấp lời giải thích và kêu gọi nên điều tra và phân tích thêm nữa. Ngày 23 tháng 11 năm 2021, Lầu Năm Góc thông báo thành lập Nhóm Đồng bộ hóa Quản lý và Nhận dạng Vật thể Không trung (AOIMSG) kế nhiệm Đội Đặc nhiệm Hiện tượng Không trung Không xác định của Hải quân Mỹ.

## Điều trần
Chủ tịch tiểu ban là Dân biểu André Carson (D-IN) đã khai mạc phiên điều trần này. Ông quan ngại rằng UAP gây ra mối đe dọa tiềm ẩn đối với an ninh quốc gia và nên được đối xử như vậy, đồng thời nhận định "sự kỳ thị liên quan đến UAP đã cản trở quá trình phân tích thông tin tình báo tốt". Ông chỉ trích Lầu Năm Góc vì đã không bổ nhiệm giám đốc đứng đầu Nhóm Đồng bộ hóa Quản lý và Nhận dạng Vật thể Không trung mới thành lập và do không cung cấp bất kỳ thông tin mới nhất nào cả. Carson cam kết "đưa tổ chức này ra khỏi bóng tối".
Các phiên điều trần này bao gồm cả lời khai của Thứ trưởng Bộ Quốc phòng về Tình báo và An ninh Ronald S. Moultrie, quan chức tình báo hàng đầu của Lầu Năm Góc, và Phó Giám đốc Tình báo Hải quân Scott Bray. Bray cho biết số lượng báo cáo về hiện tượng quan sát thấy UFO "thường xuyên và liên tục" đã tăng lên khoảng 400 kể từ bản báo cáo theo yêu cầu vào năm ngoái. Ông bác bỏ quan điểm cho rằng UFO có nguồn gốc ngoài Trái Đất, chứng minh rằng không có vật liệu hữu cơ/vô cơ hoặc mảnh vỡ không thể giải thích nào chỉ ra như vậy. Bray nói thêm rằng không có nỗ lực liên lạc với những vật thể này và dù có ít nhất 11 lần "suýt xảy ra", không có vụ va chạm nào giữa máy bay không xác định và máy bay Mỹ cho đến nay.
Người ta tiết lộ rằng các quốc gia khác cũng có báo cáo tương tự về UFO và một vài nước trong số này đã bắt liên lạc với các cơ quan tình báo Mỹ, mặc dù Moultrie nói với giới lập pháp rằng họ muốn "những kẻ thù tiềm năng biết chính xác những gì chúng ta thấy hoặc hiểu được". Ông còn đề cập đến nhu cầu hợp tác với Cục Hàng không Liên bang cũng như các cơ quan chính phủ khác. Moultrie cho biết hầu hết UFO có thể được xác định thông qua phân tích và điều tra "nghiêm ngặt", nhưng chỉ ra một số sự cố bất chấp lời giải thích, chẳng hạn như vụ chứng kiến UFO năm 2004 khi các phi công tàu sân bay ở Thái Bình Dương bắt gặp một vật thể không xác định đang lơ lửng dường như đã nhanh chóng bay xuống dưới hàng chục nghìn feet.
Các nhà lập pháp đã xem lại những hình ảnh và đoạn phim được giải mật về UFO, bao gồm cả video về một chiếc UFO do một phi công lái máy bay chiến đấu của Hải quân quan sát thấy vào năm 2021, một "vật thể hình cầu" "nhanh chóng lướt qua buồng lái của máy bay này". Video khác thì ghi lại các vật thể hình tam giác (theo suy đoán là máy bay không người lái) trôi nổi ngoài khơi khi nhìn qua ống kính ban đêm.
Một số nhà lập pháp, bao gồm Rick Crawford (R-AR), bày tỏ lo ngại về các chương trình vũ khí siêu thanh tiềm năng của Nga hoặc Trung Quốc. Ông cảnh báo rằng việc không xác định được các mối đe dọa như vậy là "tương đương với thất bại trong lĩnh vực tình báo mà chúng ta chắc chắn muốn tránh". Việc tiêu chuẩn hóa quy trình báo cáo dân sự cũng được đem ra thảo luận, vì phần lớn số báo cáo trong cơ sở dữ liệu của quân đội là từ chính các sĩ quan quân đội. Phần điều trần công khai, được tổ chức vào buổi sáng và kéo dài chưa đầy 90 phút, sau đó là phiên điều trần riêng tư vào buổi chiều.

## Phản ứng
Dân biểu Tim Burchett (R-TN) đã tham dự phiên điều trần mặc dù không phải là thành viên của ủy ban. Ông chỉ trích tính minh bạch của Lầu Năm Góc và việc họ bác bỏ quan điểm cho rằng UFO có thể là phi thuyền ngoài Trái Đất.
Nhà điều tra hiện tượng huyền bí hàng đầu và người hoài nghi UFO Robert Sheaffer cho biết ông "không mong đợi nhiều từ các phiên điều trần" và không tỏ ra thất vọng. Sheaffer cũng chế nhạo đoạn phim "lố bịch" được trình chiếu tại phiên điều trần này, nói rằng:  "Họ đưa ra đây là một số bằng chứng tốt nhất của họ, và chúng ta có nên cười nổi không nhỉ?"